# Branislav Sekulić
Branislav Sekulić (serb. Бранислав Секулић, ur. 29 października 1906 w Belgradzie, zm. 24 września 1968 w Bernie) – jugosłowiański piłkarz narodowości serbskiej występujący na pozycji napastnika, reprezentant Jugosławii, trener piłkarski.

## Kariera piłkarska
Urodzony w Belgradzie Sekulić zaczął grać w piłkę nożną w kilku klubach w Belgradzie, zwłaszcza w Dušanovac, gdzie w wieku 15 lat zaczął grać w pierwszym składzie. W kolejnych latach występował w FK Karađorđe Belgrad oraz SK Jugoslavija. Wraz z Jugoslaviją dwukrotnie sięgnął po mistrzostwo Jugosławii w sezonach 1924 i 1925. 
Następnie przeniósł się do Francji i Paryża. W trakcie sezonu 1926/27 przybył do SO Montpellier. Swój pierwszy mecz w klubie rozegrał 23 stycznia 1927 podczas towarzyskiego starcia z FC Sète. Sekulić wraz z klubem zdobył Puchar Francji w sezonie 1928/29. 
W 1929 dołączył na krótko do Club Français. Następnie do 1935 występował w Szwajcarii, gdzie grał dla Grasshopper Club Zürich oraz Urania Genève Sport. W 1935 powrócił do ojczyzny, do SK Jugoslavija. Karierę piłkarską zakończył jako zawodnik SK Jedinstvo Belgrad.
Nosił przydomek boiskowy Bane (serb. Бaнe).

## Kariera reprezentacyjna
Sekulić po raz pierwszy w reprezentacji Jugosławii wystąpił 4 listopada 1925 w przegranym 1:2 spotkaniu z Włochami.
W 1930 został powołany przez trenera Boško Simonovicia na Mistrzostwa Świata w Urugwaju. Jego reprezentacja zajęła na turnieju 4. miejsce, a on sam zagrał w trzech spotkaniach z Brazylią i późniejszym mistrzem świata Urugwajem. 
Po raz ostatni w reprezentacji zagrał 13 grudnia 1936 w przegranym 0:1 spotkaniu z Francją. Łącznie w latach 1925–1936 wystąpił w 17 spotkaniach kadry Jugosławii, w których strzelił 8 bramek.
| Mecze i gole w reprezentacji | Mecze i gole w reprezentacji | Mecze i gole w reprezentacji | Mecze i gole w reprezentacji | Mecze i gole w reprezentacji | Mecze i gole w reprezentacji | Mecze i gole w reprezentacji |
| #                            | Data                         | Miasto                       | Przeciwnik                   | Gol                          | Wynik                        | Rozgrywki                    |
| ---------------------------- | ---------------------------- | ---------------------------- | ---------------------------- | ---------------------------- | ---------------------------- | ---------------------------- |
| 1.                           | 04.11.1925                   | Padwa                        | Włochy                       |                              | 1:2                          | towarzyski                   |
| 2.                           | 10.06.1926                   | Zagrzeb                      | Czechosłowacja               |                              | 2:6                          | towarzyski                   |
| 3.                           | 05.10.1926                   | Zagrzeb                      | Rumunia                      |                              | 2:3                          | Puchar Króla Aleksandra I    |
| 4.                           | 14.07.1930                   | Montevideo                   | Brazylia                     |                              | 2:1                          | MŚ 1930                      |
| 5.                           | 27.07.1930                   | Montevideo                   | Urugwaj                      |                              | 1:6                          | MŚ 1930                      |
| 6.                           | 25.10.1931                   | Poznań                       | Polska                       |                              | 3:6                          | towarzyski                   |
| 7.                           | 07.05.1933                   | Zurych                       | Szwajcaria                   |                              | 1:4                          | towarzyski                   |
| 8.                           | 01.04.1934                   | Belgrad                      | Bułgaria                     |                              | 2:3                          | towarzyski                   |
| 9.                           | 26.08.1934                   | Belgrad                      | Polska                       | 3x                           | 4:1                          | towarzyski                   |
| 10.                          | 02.09.1934                   | Praga                        | Czechosłowacja               | Gol                          | 1:3                          | towarzyski                   |
| 11.                          | 23.12.1934                   | Ateny                        | Grecja                       | Gol                          | 1:2                          | Balkan Cup                   |
| 12.                          | 25.12.1935                   | Ateny                        | Bułgaria                     | Gol                          | 4:3                          | Balkan Cup                   |
| 13.                          | 17.06.1935                   | Sofia                        | Rumunia                      | Gol                          | 2:0                          | Balkan Cup                   |
| 14.                          | 18.08.1935                   | Katowice                     | Polska                       | Gol                          | 3:2                          | towarzyski                   |
| 15.                          | 06.09.1935                   | Belgrad                      | Czechosłowacja               |                              | 0:0                          | towarzyski                   |
| 16.                          | 12.07.1936                   | Stambuł                      | Turcja                       |                              | 3:3                          | towarzyski                   |
| 17.                          | 13.12.1936                   | Paryż                        | Francja                      |                              | 0:1                          | towarzyski                   |

## Kariera trenerska
W 1948 został trenerem drużyny FK Vojvodina. W zespole z Nowego Sadu pracował do 1951. Następnie w 1953 podjął pracę w Crvenej zvezdzie. Przeciwnik rządów Titoistów, w 1956 definitywnie opuścił Jugosławię i przybył do Szwajcarii. 
Następnie został trenerem FC Fribourg, z którym świętował awans do Nationalligi A w 1962. Przez pewien czas zarządzał także szwajcarską drużyną narodową. Trenował jeszcze takie kluby jak RFC de Liège i SC Young Fellows Juventus.

## Sukcesy
SK Jugoslavija
- mistrzostwo Jugosławii: 1924, 1925

SO Montpellier
- Puchar Francji: 1928/29

Grasshopper Club Zürich
- mistrzostwo Szwajcarii: 1930/31